# ماتيلدا كيري
ماتيلدا كيري (بالإنجليزية: Matilda Kerry)‏ هي متسابقة ملكة الجمال وعارضة وطبيبة نيجيرية، ولدت في 1981.